# Бамбуковые дятлы
Бамбуковые дятлы (лат. Gecinulus) —  род птиц  семейства дятловых. Распространены в Южной и Юго-Восточной Азии. Естественной средой обитания являются субтропические и тропические влажные низинные и горные леса.

## Описание
Эти три вида представляют собой небольших дятлов размером чуть больше большого пестрого дятла с небольшим хохолком, мягким и широким хвостом и коротким, слегка изогнутым на гребне, зубчато заостренным и широким у основания клювом. У всех видов всего три пальца примерно одинаковой длины. Эти дятлы в целом довольно невзрачно окрашены, преобладают оттенки зелёного, клюв желтоватый. Половой диморфизм в отношении окраски выражен незначительно; у самцов на верхней части головы есть красные участки, которых нет у самок.

## Классификация
В состав рода включают три вида:
| Изображение | Научное название    | Русское название               | Распространение                                                        |
| ----------- | ------------------- | ------------------------------ | ---------------------------------------------------------------------- |
|             | Gecinulus rafflesii | Оливковый индо-малайский дятел | Мьянма, Таиланд, Малайзия, Сингапур, Бруней и Индонезия                |
|             | Gecinulus grantia   | Светлоголовый бамбуковый дятел | Бангладеш, Бутан, Китай, Индия, Лаос, Мьянма, Непал, Таиланд и Вьетнам |
|             | Gecinulus viridis   | Бамбуковый дятел               | Лаос, Мьянма, Непал, Таиланд и Малайский полуостров                    |